# Colotis lais
Colotis lais är en fjärilsart som beskrevs av Butler 1876. Colotis lais ingår i släktet Colotis och familjen vitfjärilar. Inga underarter finns listade i Catalogue of Life.